# Modiolus sacculifer
Modiolus sacculifer is een tweekleppigensoort uit de familie van de Mytilidae. De wetenschappelijke naam van de soort is voor het eerst geldig gepubliceerd in 1953 door Berry.